# Władimir Mielnikow (1935–2010)
Władimir Iwanowicz Mielnikow (ros. Владимир Иванович Мельников, ur. 29 października 1935 w Rżewie, zm. 4 stycznia 2010 w Moskwie) – radziecki polityk, minister, przewodniczący Rady Ministrów Komijskiej ASRR (1984–1987), I sekretarz Komijskiego Komitetu Obwodowego KPZR (1987–1989).
1958 ukończył Moskiewski Instytut Leśno-Techniczny, pracownik kombinatu, od 1961 w KPZR, od 1962 inżynier konstruktor i szef wydziału kadr, zastępca dyrektora i dyrektor fabryki mechanicznej w Syktywkarze. Od 1970 funkcjonariusz partyjny, sekretarz Komitetu Miejskiego KPZR w Syktywkarze, kierownik wydziału przemysłu leśnego Komitetu Obwodowego KPZR, instruktor Wydziału Budownictwa KC KPZR, 1979-1984 II sekretarz Komijskiego Komitetu Obwodowego KPZR. Od grudnia 1984 do marca 1987 przewodniczący Rady Ministrów Komijskiej ASRR, 1987-1989 I sekretarz Komijskiego Komitetu Obwodowego KPZR. 1989-1991 ludowy komisarz przemysłu leśnego ZSRR. Odznaczony trzema Orderami Czerwonego Sztandaru Pracy i Orderem Przyjaźni Narodów. Deputowany do Rady Najwyższej ZSRR 11 kadencji.